# Murr (fiume)
La Murr è un fiume tedesco che scorre nel Baden-Württemberg e sfocia nel Neckar a Marbach am Neckar, dopo un percorso di circa 52 km. Esso dà il nome ad un piccolo comune.

## Corso
Dopo Murrhardt il fiume raggiunge, dopo circa 7 km, il comune di Sulzbach an der Murr, nel cui territorio vi confluisce il suo affluente Lauter. Il fiume prosegue in direzione sud-ovest passando per Oppenweiler, quindi per Backnang, ove la sua stretta vallata si amplia. Attraversa poi i comuni di Burgstetten, Kirchberg an der Murr, Steinheim an der Murr e lo stesso Murr, che si trova nel circondario di Ludwigsburg.
A nord di Marbach am Neckar, la Murr si unisce al Neckar dopo un percorso di circa 52 km in totale.